# Céline Sciamma
Céline Sciamma (12 de noviembre de 1978) es una guionista y directora de cine francesa.

## Trayectoria
El trabajo de Sciamma se considera minimalista, en parte por las enseñanzas de Xavier Beauvois, que fue su mentor y la asesoró mientras era una estudiante en la renombrada escuela de cine francesa La Fémis. Si bien es sumamente formalista e idiosincrática (principalmente por su falta de diálogos y por su muy estilizada puesta en escena), la producción de Sciamma, empezando con Naissance des pieuvres que se relaciona estrechamente con las características de los primeros años de la producción de películas en Francia, particularmente en el énfasis de las películas sobre el trayecto a la madurez (coming-of-age) centradas en adolescentes o preadolescentes. Además, Sciamma está muy interesada en la fluidez de género e identidad sexual entre chicas durante este periodo del crecimiento.
La película con la que debutó, Naissance des pieuvres, fue seleccionada para ser proyectada en la sección Un certain regard en el Festival de Cannes de 2007. La película se aseguró tres nominaciones para los Premios César de 2008: Sciamma con el César a la mejor ópera prima, y las actrices Adèle Haenel y Louise Blachère al César a la mejor actriz revelación.
Sciamma dirigió su primer cortometraje Pauline en 2009 como parte de una campaña gubernamental francesa contra la homofobia.
Su película Tomboy de 2011 fue escrita y rodada en pocos meses, y fue premiada en la sección Panorama de la edición 61 del Festival Internacional de Cine de Berlín.
En 2014, su película Bande de filles fue seleccionada para ser proyectada como parte de la sección independiente Quinzaine des Réalisateurs en el Festival de Cine de Cannes. También fue proyectada en el Festival Internacional de Cine de Toronto y en el Festival de Cine de Sundance. En diversas entrevistas, Sciamma declaró que Bande de filles sería su última película sobre el paso a la madurez y, junto con Naissance des pieuvres y Tomboy, las considera una trilogía.

## Estilo
Sciamma suele colaborar con el productor francés Para One que ha marcado todas sus películas y había dirigido en el pasado guiones escritos por ella.
Como directora, es conocida por utilizar en sus películas personas que no son actores ni actrices profesionales.
Sciamma ha dicho que la moda y el estilo son una parte importante de la caracterización, por lo que, aunque sin acreditar, trabaja como diseñadora de vestuario en todas sus películas.

## Filmografía
- 2007. Largometraje. Naissance des pieuvres.
- 2009. Cortometraje. Pauline.
- 2011. Largometraje. Tomboy.
- 2014. Largometraje. Bande de filles.
- 2019. Largometraje. Portrait de la jeune fille en feu
- 2021. Largometraje. Petite Maman[6]

## Premios y distinciones
Festival Internacional de Cine de Cannes
| Año  | Categoría             | Película                       | Resultado |
| ---- | --------------------- | ------------------------------ | --------- |
| 2019 | Premio al mejor guion | Retrato de una mujer en llamas | Ganadora  |